# Белки, заякоренные липидами

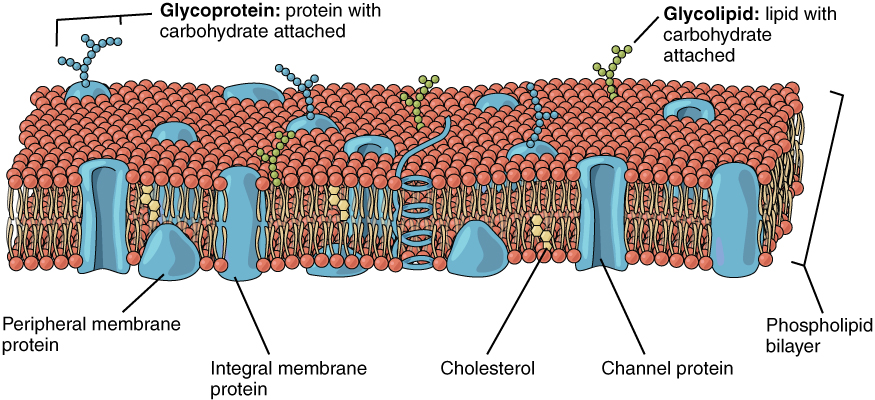
Липидная мембрана с разнообразными белками

Белки́, зая́коренные липи́дами, или липидосвя́занные белки́ (англ. Lipid-anchored proteins, lipid-linked proteins) — белки клеточной мембраны, ковалентно связанные с липидами клеточной мембраны. Эти липиды вставлены в мембрану бок о бок с хвостами жирных кислот. Белки, заякоренные липидами, могут находиться с любой стороны клеточной мембраны. Таким образом, липид служит своего рода якорем, закрепляющим белок вблизи клеточной мембраны. 
Липидные группы, связанные с белками, могут принимать участие в белок-белковых взаимодействиях и влиять на работу белков, которые к ним прикреплены. Например, липидные группы могут играть важную роль в увеличении гидрофобности молекулы. Это обеспечивает способность заякоренных белков взаимодействовать с клеточной мембраной и белковыми доменами.
Существует три типа белков, заякоренных липидами:
- пренилированные белки;
- белки, ацилированные жирными кислотами;
- белки, связанные с гликозилфосфатидилинозитолом (GPI)[2].

К белку могут быть ковалентно присоединены несколько липидных групп, однако место, которым белок связан с липидом, зависит и от липида, и от самого белка.

## Пренилированные белки

Изопреновая единица

Фарнезил

Как и следует из названия, пренилированные белки ковалентно связаны с гидрофобными полимерами изопрена (то есть разветвлённого пятиуглеродного углеводорода) через аминокислотные остатки цистеина. Изопреноидные группы, обычно фарнезил (15 атомов углерода) и геранилгеранил (20 атомов углерода), прикрепляются к белку при помощи тиоэфирных связей с остатками цистеина, расположенными рядом с С-концом белка. Пренилирование белков облегчает их взаимодействие с клеточной мембраной.

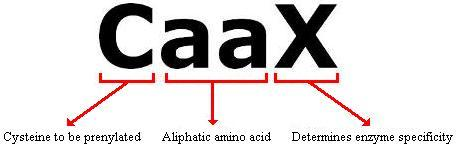
CAAX-бокс

Мотив пренилирования, известный как CAAX-бокс — наиболее популярный сайт пренилирования белков, то есть сайт, к которому ковалентно прикрепляются фарнезил или геранилгеранил. В CAAX-боксе С — это пренилируемый остаток цистеина, А — алифатический аминокислотный остаток и Х определяет, какой тип пренилирования будет иметь место. Если Х — это Ala, Met, Ser или Gln, то белок будет фарнезилирован при помощи фермента фарнезилтрансферазы, а если Х — это Leu, то белок будет геранилгеранилирован ферментом геранилгеранилтрансферазой I. Эти ферменты схожи и оба состоят из двух субъединиц.
Пренилированные белки очень важны для роста эукариотической клетки, дифференцировки и морфологии. Более того, пренилирование — это обратимая посттрансляционная модификация. Динамическое взаимодействие пренилированных белков с клеточной мембраной необходимо для их участия в передаче сигнала и часто расстроено при таких заболеваниях, как рак . Например, Ras — это белок, подвергающийся пренилированию фарнезилтрансферазой, и когда он находится в активном состоянии, он может включать гены, участвующие в клеточном росте и дифференцировке. Поэтому чрезмерная активность Ras может привести к раку. Изучение механизма действия пренилированных белков важно для разработки противораковых препаратов. К пренилированным белкам также относятся члены белковых семейств Rab и Rho, а также ламины. 
Некоторые пренильные группы, участвующие в метаболическом пути HGM-КоА редуктазы, — геранилгераниол, фарнезол и долихол — в связанном с пирофосфатом виде участвуют в реакциях конденсации, ускоряемых такими ферментами, как пренилтрансфераза, и в итоге образуют циклы с образованием холестерина.

## Белки, ацилированные жирными кислотами
Белки, ацилированные жирными кислотами, — это белки, которые подверглись посттрансляционным модификациям и стали ковалентно связанными с жирными кислотами по некоторым аминокислотным остаткам. К числу жирных кислот, наиболее часто связанных с белками, относят насыщенную 14-углеродную миристиновую кислоту и 16-углеродную пальмитиновую кислоту. Белки могут быть связаны как с одной из этих жирных кислот, так и с двумя.

### N-миристоилирование
N-миристоилирование (то есть присоединение миристиновой кислоты) — это, как правило, необратимая белковая модификация, которая обычно происходит во время синтеза белка и представляет собой присоединение миристиновой кислоты к α-аминогруппы концевого остатка глицина посредством пептидной связи. Эта реакция ускоряется ферментом N-миристоилтрансферазой. Белки, подвергающиеся N-миристоилированию, начинаются с Met-Gly и имеют серин или треонин в позиции 5. Миристоилированные белки участвуют в передаче сигнала, белок-белковых взаимодействиях и механизмах, которые регулируют нацеливание и функционирование других белков. Например, миристоилирование белка Bid важно для регуляции апоптоза: миристоилированный Bid направляется к митохондриям и вызывает выход оттуда цитохрома с, что в конечном счёте приводит к апоптозу. Другие миристоилированные белки, участвующие в регуляции апоптоза, — актин и гельзолин.

### S-пальмитоилирование

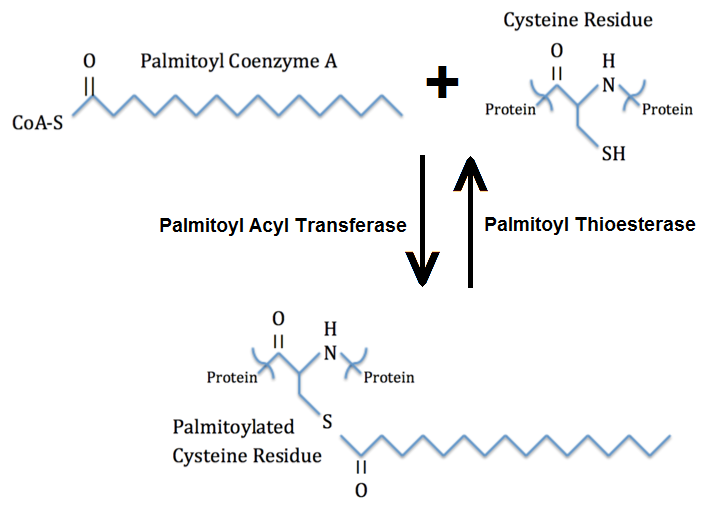
Пальмитоилирование

S-пальмитоилирование (то есть присоединение пальмитиновой кислоты) — это обратимая белковая модификация, при которой пальмитиновая кислота присоединяется к специфическому остатку цистеина посредством тиоэфирной связи. Когда к пальмитоилированным белкам присоединяются жирные кислоты средней и большой длины, может использоваться термин S-ацилирование. Для пальмитоилирования не было определено консенсусной последовательности. Пальмитолированные белки в основном встречаются на цитоплазматической стороне клеточной мембраны, где они участвуют в передаче сигнала. Пальмитоильная группа может быть удалена ферментами пальмитоилтиоэстеразами. Предполагается, что обратимое пальмитоилирование может регулировать взаимодействие белка с клеточной мембраной и таким образом принимать участие в передаче сигнала. Кроме того, оно может использоваться для регуляции внутриклеточной локализации белка, стабильности и кругооборота. Например, в синапсе пальмитоилирование белков играет ключевую роль в передаче сигнала, регулируя кластеризацию белков. Когда белок PSD-95 пальмитоилирован, он связан с мембраной и может связываться и кластеризовать ионные каналы на постсинаптической мембране. Таким образом, пальмитоилирование может играть роль в регуляции высвобождения нейромедиаторов.

## GPI-белки

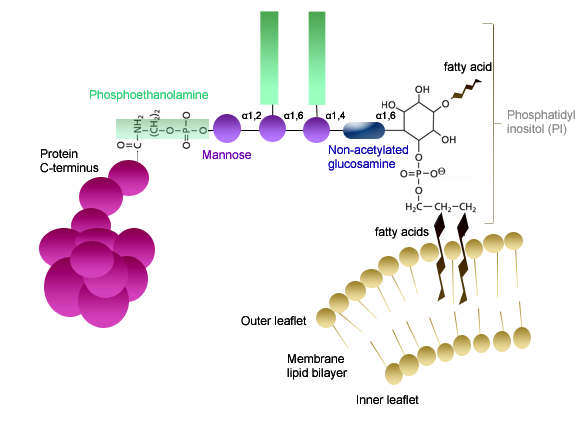
Структура GPI-якоря

GPI-белки присоединяются к комплексу GPI через пептидную связь С-концевой карбоксильной группы белка. GPI-белок состоит из нескольких связанных компонентов: фосфоэтаноламина, линейного тетрасахарида (состоящего из трёх остатков маннозы и одного глюкозаминила) и фосфатидилинозитола. Фосфатидилинозитол связан гликозидной связью с не-N-ацетилированным глюкозамином тетрасахарида. Между маннозой на нередуцирующем конце тетрасахарида и фосфоэтаноламином образуется фосфодиэфирная связь. Фосфоэтаноламин далее связан с С-концом соответствующего белка пептидной связью. Прикрепление белка к комплексу GPI опосредуется ферментным комплексом GPI-трансамидаза. Жирные кислоты фосфатидилинозитола вставлены в мембрану и заякоривают белок. GPI-белки располагаются только с внешней стороны клеточной мембраны.
Остатки сахаров в тетрасахариде и остатки жирных кислот фосфатидилинозитола варьируют от белка к белку. Благодаря этому разнообразию GPI-белки могут выполнять самые разнообразные функции: выступая как гидролитические ферменты, адгезионные молекулы, рецепторы, ингибиторы протеаз. Более того, GPI-белки играют важные роли в эмбриогенезе, развитии, нейрогенезе, работе иммунной системы и оплодотворении. Например, GPI-белок IZUMO1R/JUNO, названный в честь древнеримской богини плодородия и расположенный на мембране яйцеклетки, необходим для слияния яйцеклетки и сперматозоида. Без этого белка яйцеклетка и сперматозоид не могут слиться, поэтому его исчезнвение после оплодотворения может быть одним из механизмов, защищающих от полиспермии. Другие GPI-белки участвуют в ассоциации мембранных микродоменов, временной гомодимеризации и апикальной сортировке у поляризованных клеток.